# Planificare urbană

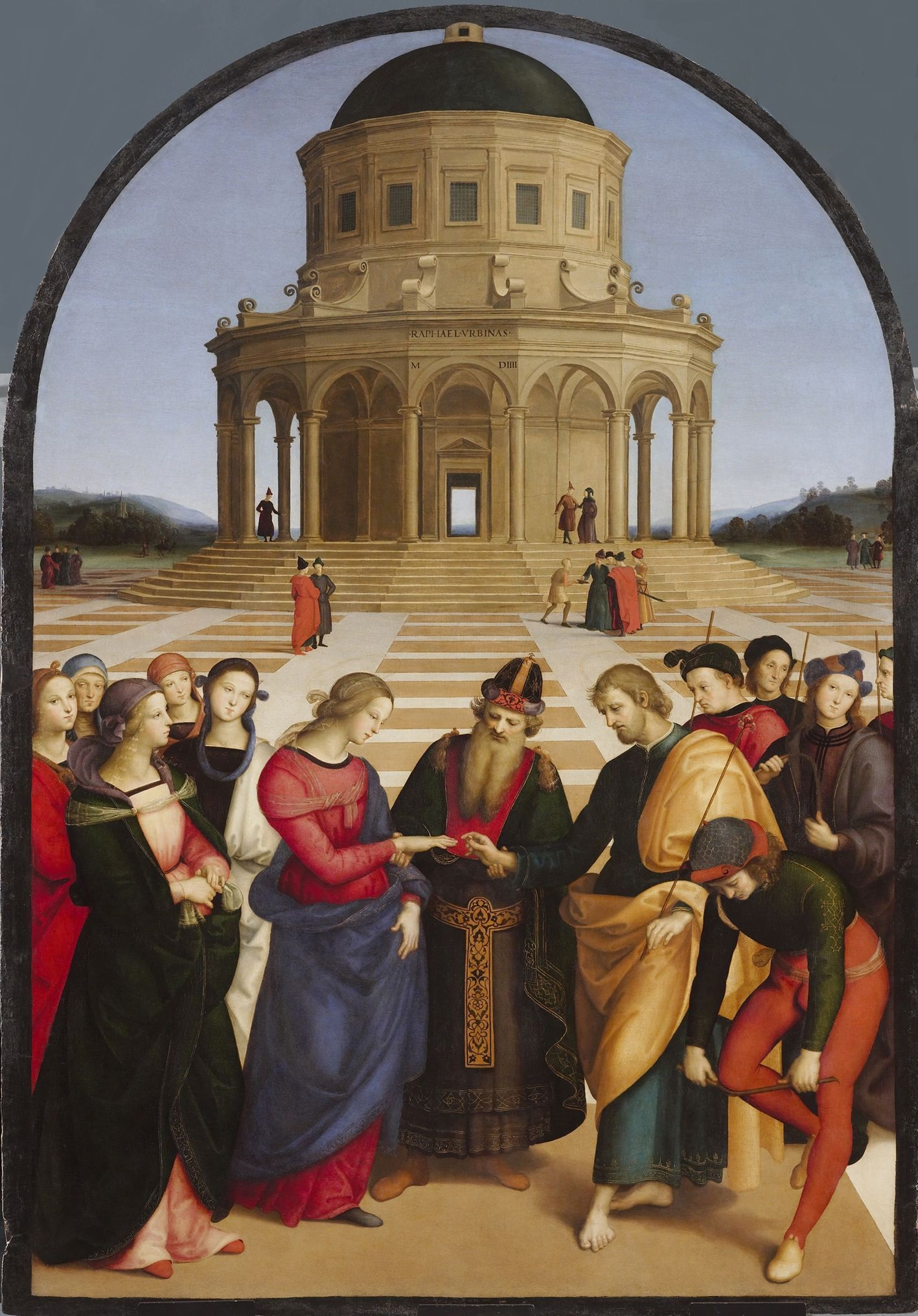
Spațiul central urban ideal, Sposalizio. după Raphael Sanzio, 1504

Planificarea urbană este un proces complex de utilizare efectivă a loturilor virane și a pământului urban, implicând designul urban, infrastuctura  transporturilor, rețelelor de instalații (alimentare cu apa, canalizare, rețele electrice, rețele de termoficare, rețele de gaz, etc.) și integrarea armonioasă a clădirilor deja existente cu cele viitoare. Planificarea urbană, deși după nume pare a se referi doar la localități urbane (municipii, orașe și târguri) este mult mai cuprinzătoare acoperind orice așezare umană, indiferent de mărime.
Fenomen sofisticat, planificarea urbană implică arhitectură, ingineria construcțiilor, cercetare, analiză, finanțare, viitorologie, planificare strategică, consultare publică, planificarea cartierelor, gândire strategică, recomandări și limitări, conservare istorică, implementare, management și gospodărire și, în final, realizarea de clădiri, drumuri și structuri.

## Istoric

### Europa medievală și renascentistă
Florența, cunoscutul oraș din Italia, a fost unul din primele modele ale planificării urbane timpurii, forma zidului de apărare al orașului fiind intenționat concepută ca un poligon stelat cu multiple "raze," pentru a fi capabil ca să reziste optim la atacuri ale artileriei timpului, care consta din tunuri mono-salvă de diferite calibre.

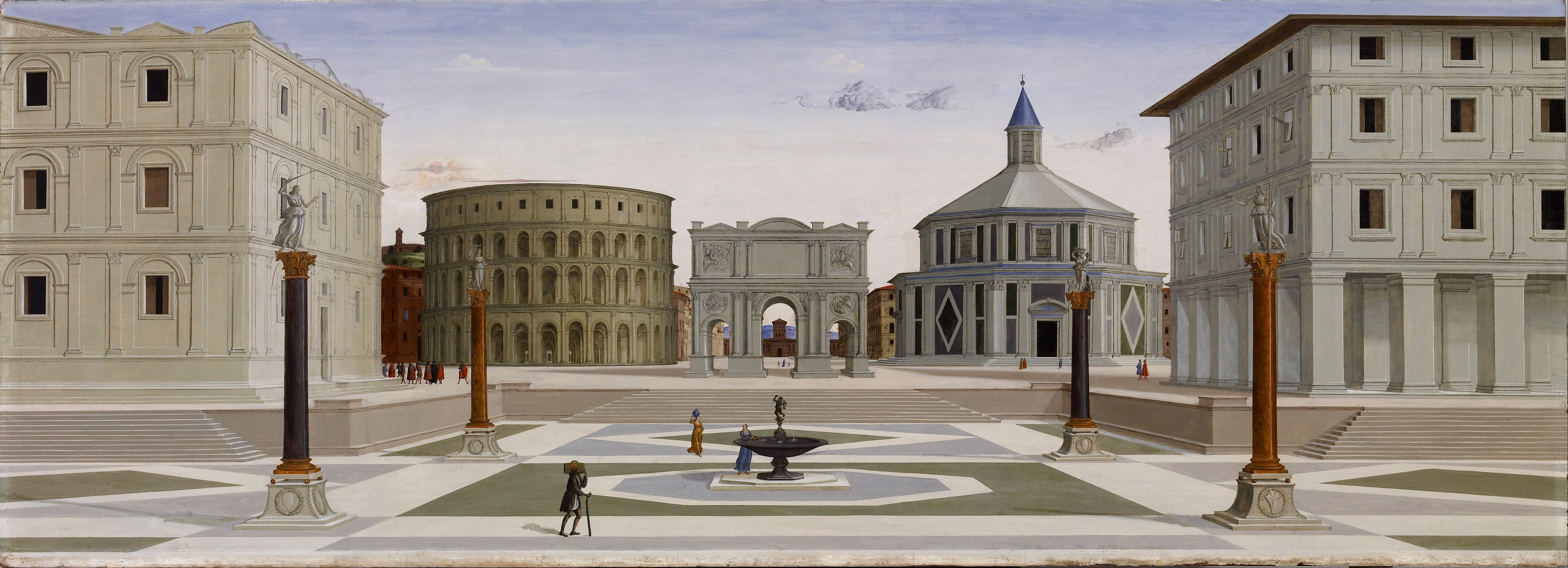
Orașul ideal este o pictură realizată de Fra Carnevale, cândva între 1480 și 1484. Pictura, aflată actualmente la Walters Art Museum din Baltimore, statul Maryland, exemplifică foarte bine ideile de planificare urbană ideală ale Renașterii, folosind elemente evidente de arhitectură romană și greacă axate pe o planificare de tip central.

## A se vedea și
- Brasilia
- New Delhi
- Victoria, județul Brașov
- Washington, D.C.